# Malmfälten

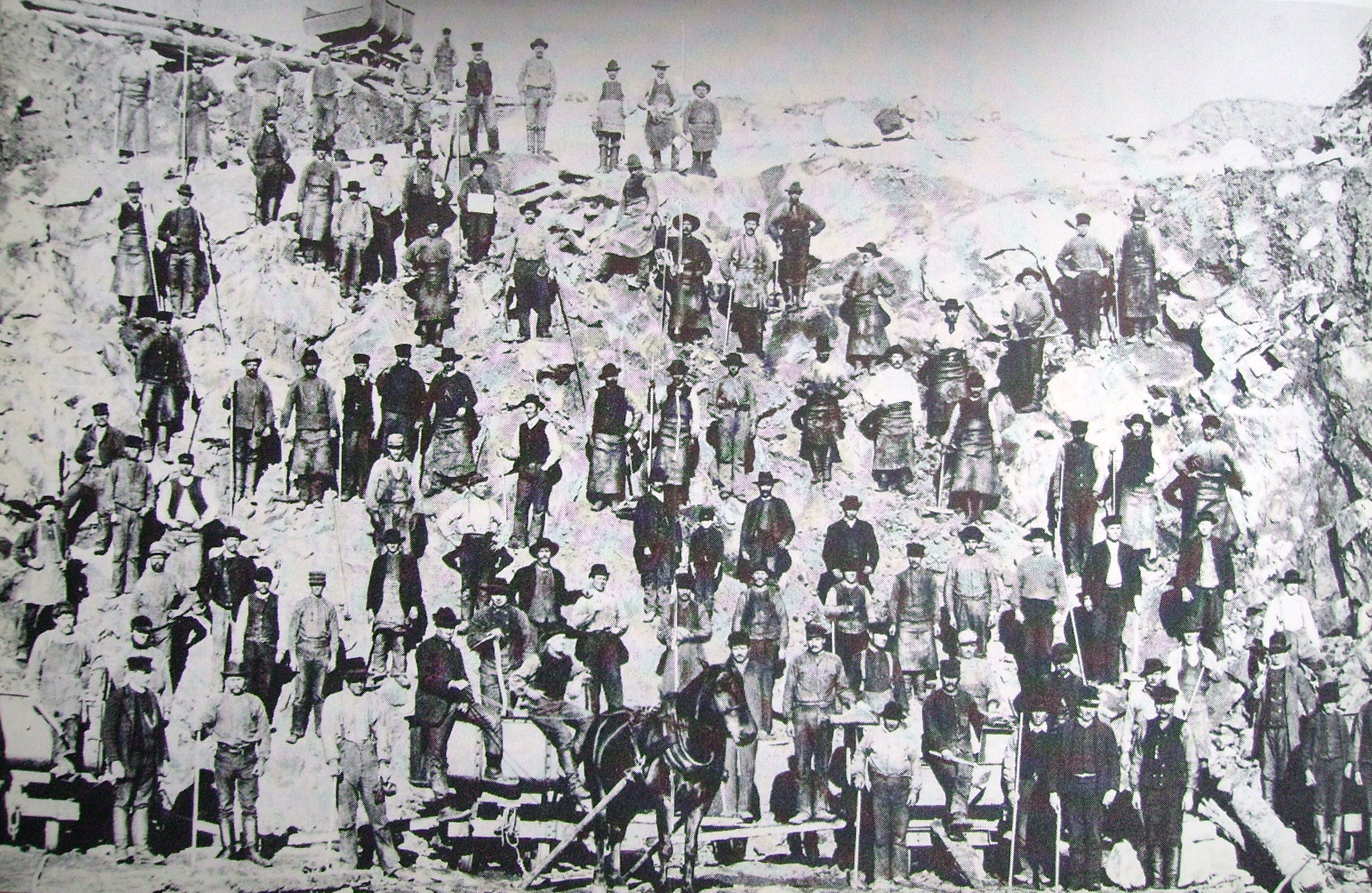
Arbetare uppställda vid Gällivare malmberg på 1890-talet.

Malmfälten (även lappländska malmfälten) betecknar ett område som innefattar både Gällivare och Kiruna kommuner i norra Sverige. Ordet härstammar från sekelskiftet 1900 då det användes som ett samlande begrepp för det gruvtäta området (främst järnmalmsgruvor) i den nordligaste delen av Sverige.
Den första järnmalmsgruvan som öppnades i de lappländska malmfälten var järnmalmsgruvan i nuvarande Masugnsbyn, vilken öppnades i mitten av 1600-talet av Arendt Grape.